# Teppei Koike
Teppei Koike (小池 徹平), född 5 januari 1986 i Ōsakasayama, Osaka prefektur, är en japansk sångare och skådespelare. Han är en av medlemmarna i den  popduon WaT, tillsammans med Eiji Wentz. Han har även medverkat i filmer och dramaserier, bland annat Love Com (2006) och Gokusen 2 (2005).